# Orgelpunkt
En orgelpunkt är en uthållen ton, vanligen i basen, över vilken harmonierna växlar, stundom starkt dissonerande med den liggande tonen. En orgelpunkt kan också bestå av fler toner, till exempel en liggande kvint eller kvart. Benämningen kan möjligen härledas ur benämningen på en stil inom tidig europeisk flerstämmighet, organum, där orgelpunkten är ett karaktäristiskt inslag, liksom även i barockmusiken, där den antingen kan inleda ett stycke eller bilda den krönande slutpunkten i en längre utveckling. Många fugor av Bach är utvecklade på just det senare nämnda sättet. Johannes Brahms, Pjotr Tjajkovskij och Jean Sibelius är alla exempel på senare komponister som ofta i sina kompositioner gjort bruk av orgelpunkter; hos de båda senare nämnda förekommer ofta orgelpunkt på molltersen. Vissa folkliga instrument, till exempel säckpipan och vielle får mycket av hela sin karaktäristik från just det ständiga ackompanjemanget av en orgelpunkt, som då oftast kallas bordun.